# Christopher Seaman
Pour les articles homonymes, voir Seaman.
Christopher Seaman (né le 7 mars 1942, Faversham) est un chef d'orchestre britannique.

## Biographie
Il est le fils de Albert Edward Seaman et de Ethel Margery Seaman. Il a été formé à la Choir School de la Cathédrale de Canterbury et à la The King's School, Canterbury, et plus tard il a étudié au King's College de Cambridge. De 1964 à 1968, il a été le premier timbalier de l'Orchestre philharmonique de Londres, avant de devenir de 1968 à 1970 chef assistant de l'Orchestre symphonique écossais de la BBC (BBC SSO). Il a ensuite servi comme chef principal du BBC SSO, de 1971 à 1977. Seaman a aussi obtenu le poste de Principal Guest Conductor and Artistic Advisor pour le cours de direction à la Guildhall School of Music and Drama.
Aux USA, Seaman a été chef résident  de l'Orchestre symphonique de Baltimore de 1987 à 1998. De 1993 à 2004, il a été directeur musical de l'Orchestre philharmonique de Naples, Floride. En 1998, Seaman est devenu directeur musical de l'Orchestre philharmonique de Rochester, continuant jusqu'en 2011. Seaman a effectué des enregistrements avec l'Orchestre philharmonique de Rochester pour le label Harmonia Mundi. Seaman est devenu Artistic Advisor du San Antonio Symphony Orchestra (en), pour la saison 2009-2010.
Son livre Inside Conducting a été publié en 2013.

## Source de la traduction
- (en) Cet article est partiellement ou en totalité issu de l’article de Wikipédia en anglais intitulé « Christopher Seaman » (voir la liste des auteurs).